# Spielat

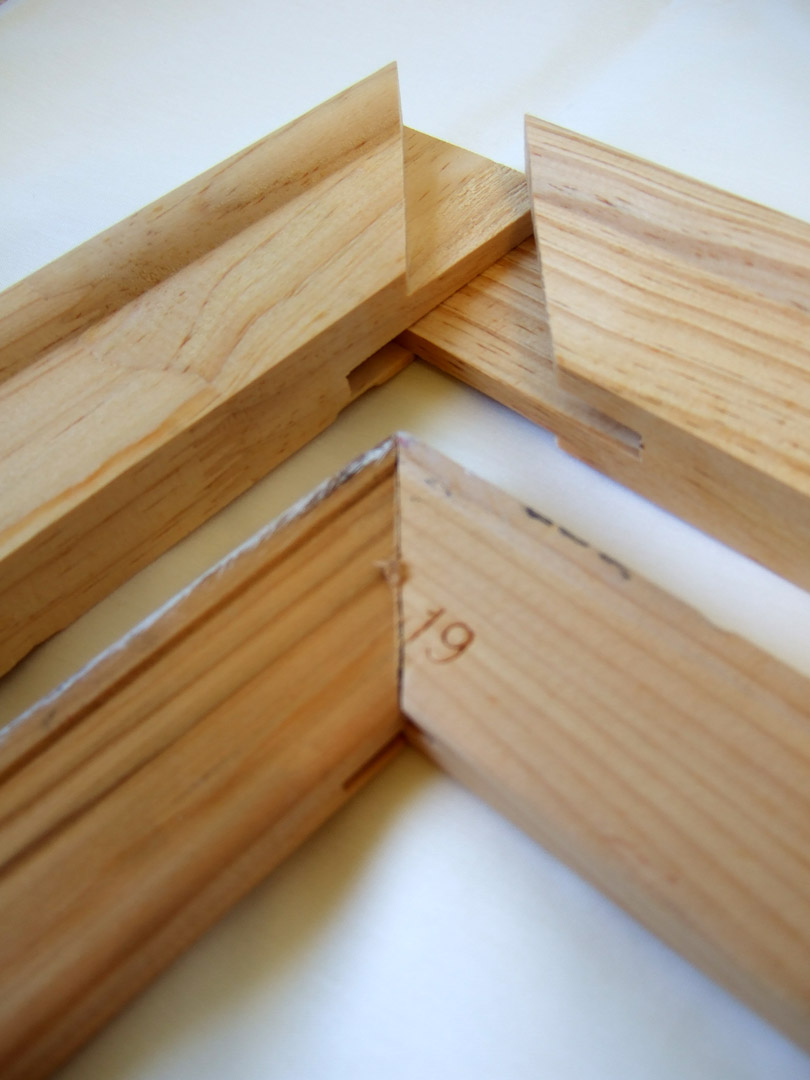
Hoeken van spielatten passen in elkaar

Een spielat is een lat die gebruikt wordt voor de vervaardiging van een spieraam.
Deze raamwerken worden gebruikt voor het opspannen van schildersdoek. Voor dit doel worden speciale gestoomde latten gebruikt die nauwelijks nog krimpen maar wel iets kunnen meebuigen terwijl ze toch voldoende stevigheid bezitten. Een spielat heeft een afgeronde opstaande rand die het doek licht van de lat kan tillen. Dit voorkomt beschadigingen en storende randen in de schildering, die anders veroorzaakt zouden worden door de binnenkanten van de spielatten.
De uiteinden van spielatten zijn met een ingenieus verstek op 45 graden verzaagd zodat spielatten op eenvoudige wijze in elkaar gestoken kunnen worden en dan als vanzelf hoeken van negentig graden vormen. Er blijven dan in de binnenhoek kleine sleuven open waarin men houten wiggen of 'spieën' kan steken. Door deze spieën lichtjes aan te tikken met een kleine bankhamer kan een slaphangend schildersdoek weer op spanning gebracht worden.
Spielatten zijn meestal van hout zodat makkelijk met een nietpistool het schildersdoek eraan vastgemaakt kan worden. Moderne spielatten bestaan soms uit dubbelgelijmd hout dat voorzien is van een metalen profiel. Dit is een manier om het kromtrekken van de latten bij temperatuurverschillen zo veel mogelijk te voorkomen.
Spielatten worden gemaakt in verschillende lengtes en diktes. Voor grote spieramen gebruikt men ter versteviging twee of meer kruislatten, die elkaar in het midden van het doek kruisen en daartoe in het midden een half weggefreesde opening vertonen. Kruislatten hebben geen opstaand zijprofiel.

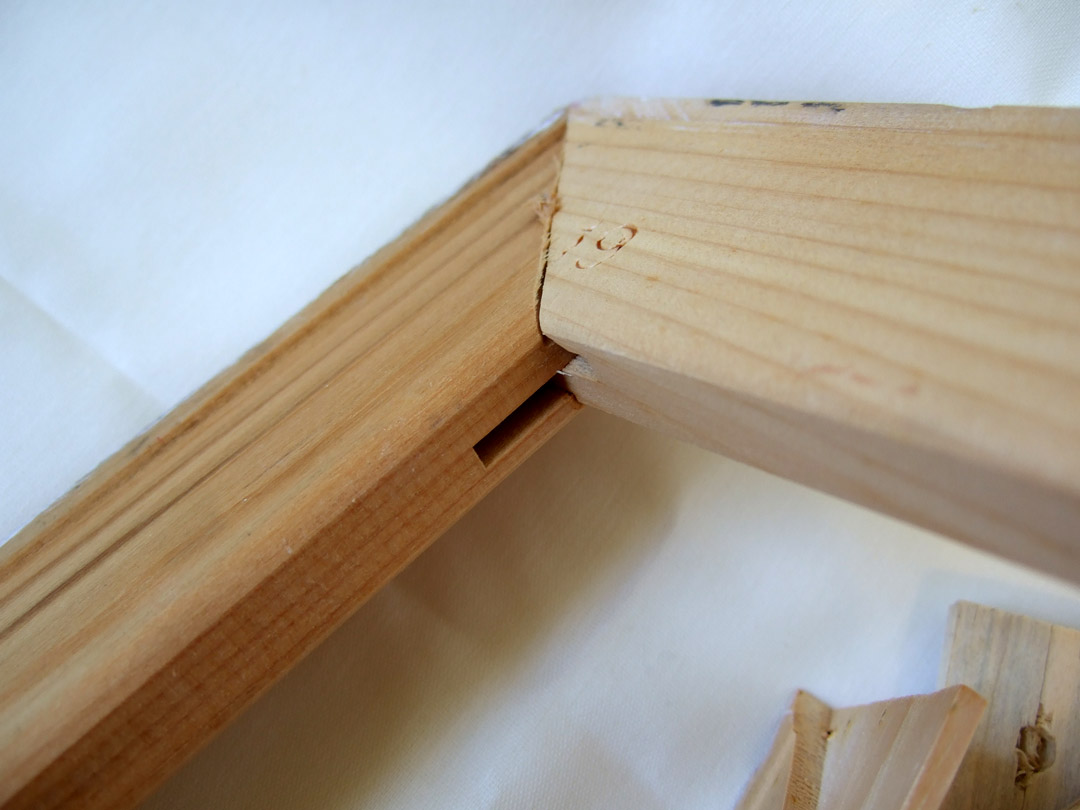
Binnenhoek met spiegleuven
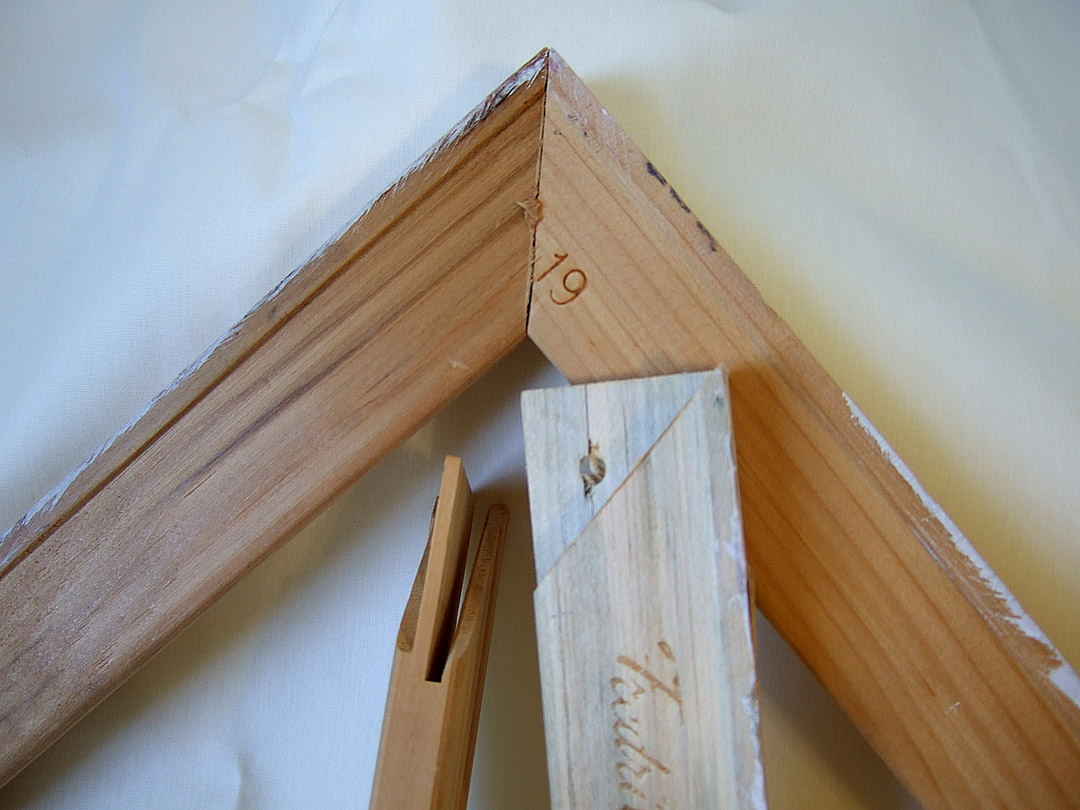
Detailopname van de hoekprofielen
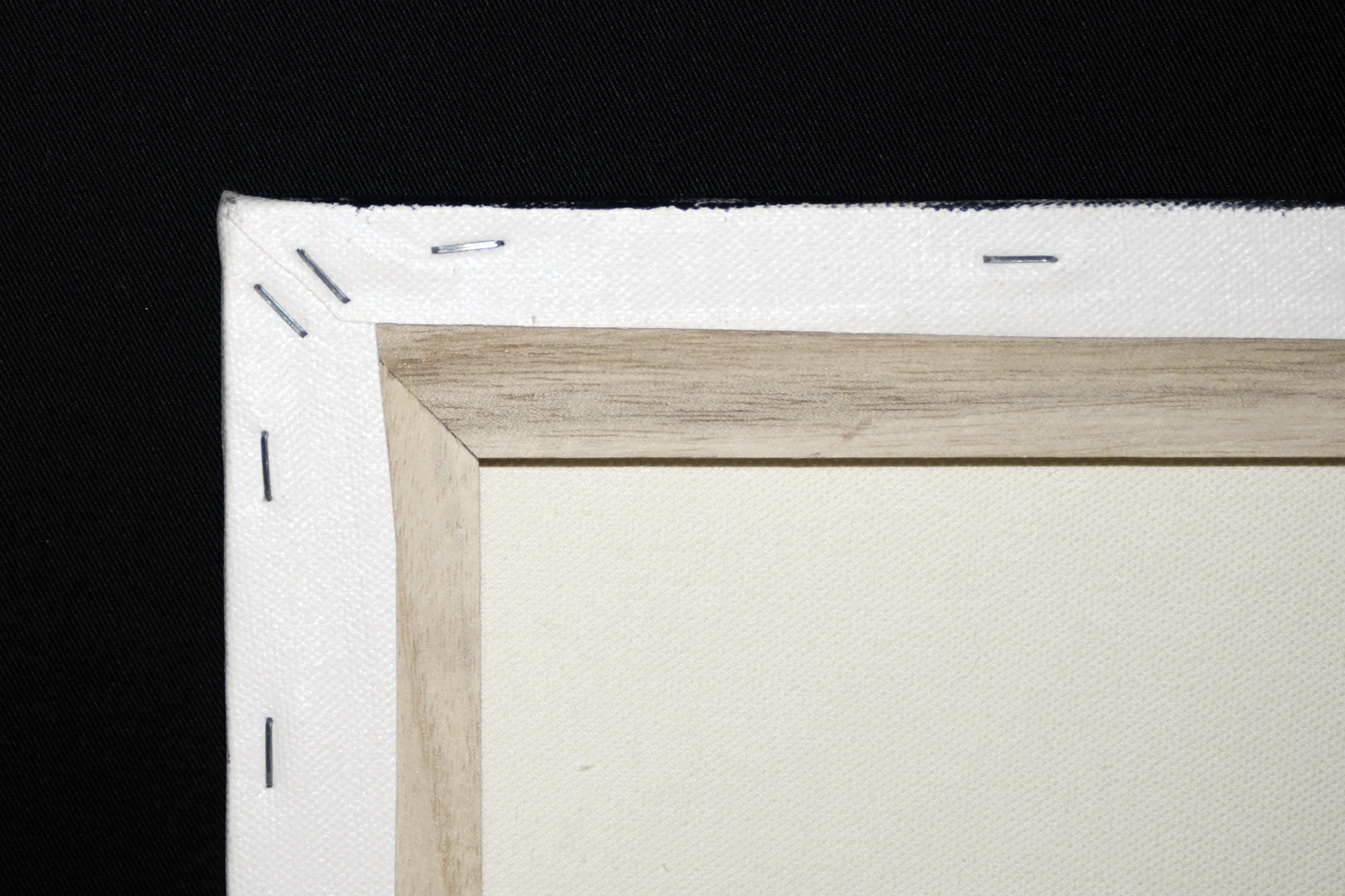
Opgespannen doek op spieraam